# Agathomyia lundbecki
Agathomyia lundbecki is een vliegensoort uit de familie van de breedvoetvliegen (Platypezidae). De wetenschappelijke naam van de soort is voor het eerst geldig gepubliceerd in 1985 door Chandler in Shatalkin.